# Cátia Oliveira
Pour les articles homonymes, voir Oliveira.
Cátia Cristina da Silva Oliveira, née le 12 juin 1991 à Cerqueira César (Brésil), est une pongiste handisport brésilienne concourant en classe 2. Elle décroche une médaille de bronze paralympique en 2021.

## Biographie
À l'âge de 14 ans, elle intègre le centre de formation du Botucatu Futebol Clube. En octobre 2007, elle est victime d'un accident de la route lorsque la voiture dans laquelle elle se trouve avec Michele Aparecida Pereira Reis et conduite par Renata Costa rentre dans une autre voiture venant en sens inverse. Costa et Reis sont victimes de blessures mineures mais Oliveira, qui dormait l'arrière au moment de l'accident, est blessée au niveau de la colonne vertébrale et se retrouve paraplégique,. Le jour de l'accident, Cátia Oliveira venait d'être choisie pour intégrer l'équipe du Brésil féminine de football des moins de 17 ans.
Ne pouvant plus jouer au football, elle se tourne vers le tennis de table handisport. En 2015, elle est sacrée championne aux Jeux parapanaméricains de 2015. En 2018, alors qu'elle vient de remporter la médaille d'argent aux Mondiaux, elle apprend le décès de son père mais veut quand même monter sur le podium pour lui rendre hommage.
Pour ses premiers Jeux en 2016, elle ne dépasse pas le stade des préliminaires en individuel. Aux Jeux paralympiques d'été de 2020, elle perd en demi-finale face à la Sud-Coréenne Seo Su-yeon et remporte la médaille de bronze en classe 1-2.

## Palmarès

### Jeux paralympiques
- médaille de bronze en individuel classe 1-2 aux Jeux paralympiques d'été de 2020 à Tokyo

### Championnats du monde
- médaille d'argent en individuel classe 2-3 aux Mondiaux 2018 en Slovénie

### Jeux parapanaméricains
- médaille d'or en individuel classe 1-2 aux Jeux parapanaméricains de 2015 à Toronto
- médaille d'or en individuel classe 2-3 aux Jeux parapanaméricains de 2019 à Lima